# Crémery

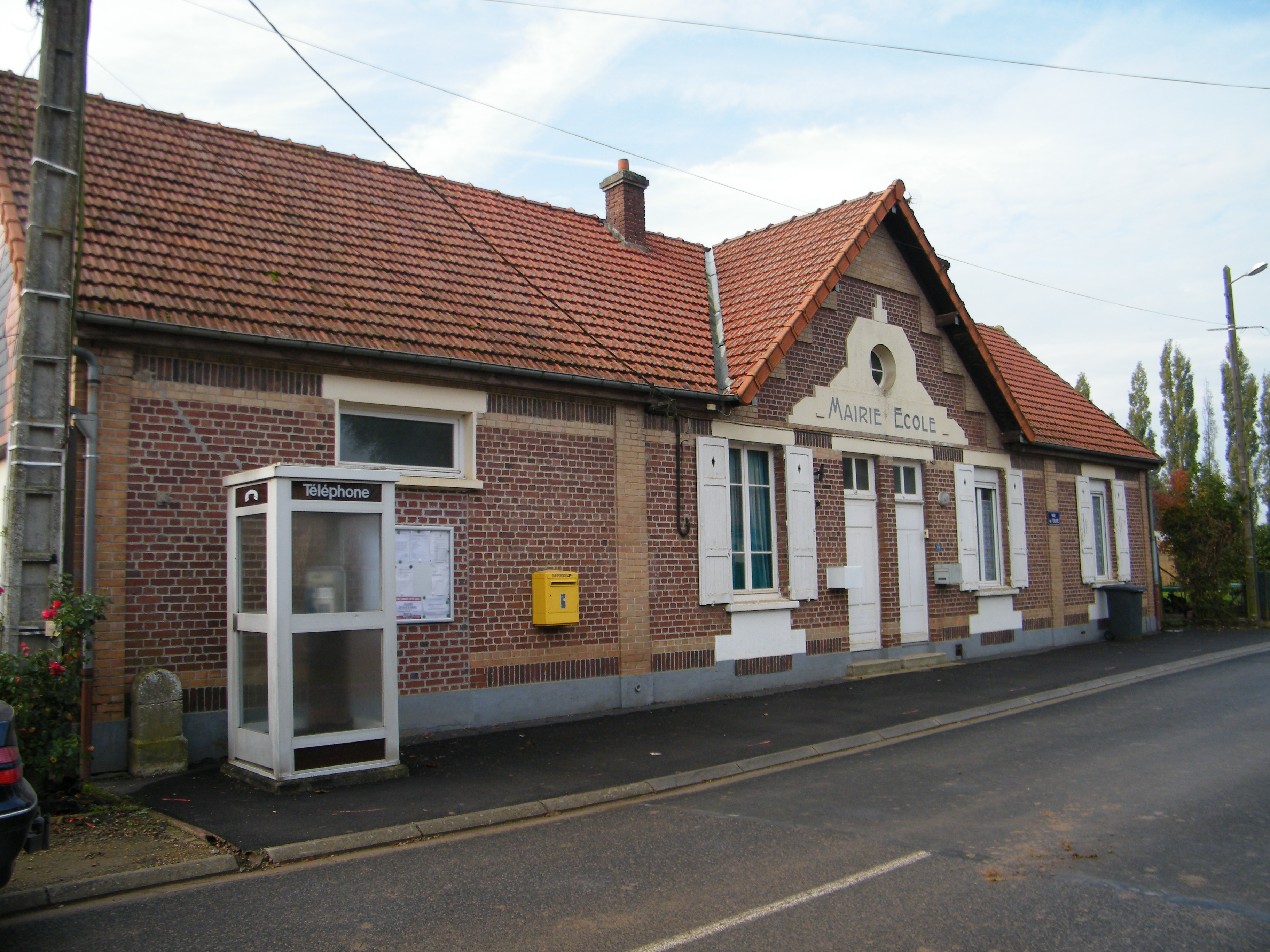
Rathaus von Crémery

Crémery (picardisch: Crémerin) ist eine nordfranzösische Gemeinde mit 128 Einwohnern (Stand 1. Januar 2022) im Département Somme in der Region Hauts-de-France. Die Gemeinde liegt im Arrondissement Montdidier und gehört zum Kanton Roye.

## Geographie
Der Ort liegt rund 6,5 km nordnordöstlich von Roye an der Départementsstraße D139 und östlich der Départementsstraße D1017 (frühere Route nationale 17) von Roye nach Péronne.

## Einwohner
| 1962 | 1968 | 1975 | 1982 | 1990 | 1999 | 2006 | 2010 |
| ---- | ---- | ---- | ---- | ---- | ---- | ---- | ---- |
| 78   | 84   | 68   | 75   | 53   | 68   | 136  | 155  |

## Verwaltung
Bürgermeister (maire) ist seit 2001 Jacques Buquand.

## Sehenswürdigkeiten
- Die Kirche.